# Роуздейл (Індіана)
Роуздейл (англ. Rosedale) — місто (англ. town) в США, в окрузі Парк штату Індіана. Населення — 636 осіб (2020).

## Географія
Роуздейл розташований за координатами 39°37′21″ пн. ш. 87°16′54″ зх. д. / 39.62250° пн. ш. 87.28167° зх. д. (39.622461, -87.281589).  За даними Бюро перепису населення США в 2010 році місто мало площу 1,02 км², уся площа — суходіл.

## Демографія
Згідно з переписом 2010 року, у місті мешкало 725 осіб у 287 домогосподарствах у складі 196 родин. Густота населення становила 709 осіб/км².  Було 332 помешкання (325/км²).
Расовий склад населення:
| - 98,2 % — білих - 0,1 % — корінних американців |

До двох чи більше рас належало 1,5 %. Частка іспаномовних становила 1,1 % від усіх жителів.
За віковим діапазоном населення розподілялося таким чином: 27,2 % — особи молодші 18 років, 60,0 % — особи у віці 18—64 років, 12,8 % — особи у віці 65 років та старші. Медіана віку мешканця становила 36,4 року. На 100 осіб жіночої статі у місті припадало 86,4 чоловіків;  на 100 жінок у віці від 18 років та старших — 87,2 чоловіків також старших 18 років.
Середній дохід на одне домашнє господарство  становив 42 232 долари США (медіана — 32 938), а середній дохід на одну сім'ю — 50 223 долари (медіана — 40 156). Медіана доходів становила 38 542 долари для чоловіків та 26 042 долари для жінок. За межею бідності перебувало 22,8 % осіб, у тому числі 47,6 % дітей у віці до 18 років та 19,1 % осіб у віці 65 років та старших.
Цивільне працевлаштоване населення становило 309 осіб. Основні галузі зайнятості: освіта, охорона здоров'я та соціальна допомога — 23,9 %, виробництво — 20,4 %, роздрібна торгівля — 13,9 %, публічна адміністрація — 9,7 %.

## Персоналії
- Ґровер Джонс (1893-1940) — американський сценарист і режисер.